# Atheta dubiosa
Atheta dubiosa är en skalbaggsart som beskrevs av Benick 1934. Atheta dubiosa ingår i släktet Atheta, och familjen kortvingar. Arten har ej påträffats i Sverige.